# Max Peroli
Max Peroli (Ferrara, 12 settembre 1910 – Roma, 11 novembre 1988) è stato un militare e aviatore italiano, pilota di linea nell'Ala Littoria, capitano pilota del Comando Servizi Aerei Speciali della Regia Aeronautica e decorato di medaglia d'oro al valore aeronautico e due medaglie d'argento al valor militare.

## Biografia
Nacque a Ferrara il 12 settembre 1910. Divenuto pilota presso la compagnia Ala Littoria, tra il 1936 e il 1937 volò sulle rotte interne in Albania, servizio espletato dalla compagnia su appalto del governo albanese, sui velivoli Breda Ba.44, Caproni Ca.308 e Savoia-Marchetti S.71, insieme a Corinto Bellotti, Mario Doria, e Cesare Amoroso.
Nell'aprile 1941, con l'approssimarsi della caduta dell'Impero italiano il viceré d'Etiopia, Amedeo di Savoia Aosta, dietro richiesta del suo aiutante di volo capitano Aldo Tait, autorizzò l'evacuazione in Italia dei tre superstiti velivoli da trasporto Savoia-Marchetti S.M.83 ( I-ARCO, I-VADO, e I-NOVI) originariamente dell'Ala Littoria, e inquadrati nel Nucleo Trasporti A.O.I.. Egli era uno dei sei piloti, gli altri erano Alberto Agostinelli (suo secondo), Giulio Cazzaniga e Rinaldo Pretti, e Ludovico Riva Romano e Guido Girassetti. I tre aerei, che trasportavano 6 specialisti e 30 passeggeri, decollarono da Addis Abeba alle 16:15 del 3 aprile 1941, raggiunsero Gedda, in Arabia Saudita, e poi singolarmente Bengasi, Tripoli e da lì Roma.
Per questa azione fu decorato di Medaglia d'oro al valore aeronautico e promosso al grado di capitano pilota per merito di guerra. Dopo il suo rientro in Italia riprese subito i voli di collegamento con l'A.O.I., volando sui Savoia Marchetti S.M.75. Effettuò cinque missioni di collegamento con l'Aeroporto di Gondar, trasportando rifornimenti e al ritorno passeggeri che dovevano essere evacuati, effettuando uno scalo intermedio a Gibuti, nella Somalia francese, prima del volo diretto su Bengasi. Il 6 ottobre 1941 decollò da Gondar sullo S.M.75 I-LUNO (607-10) atterrando a Gibuti alle 10:30 dove iniziò a scaricare le merci prima di ripartire per Bengasi. L'aereo portava le insegne della Croce Rossa, ma fu ugualmente distrutto in una incursione effettuata da caccia Curtiss P-36 Mohawk del No.3 Squadron della South African Air Force, colpito dall'aereo del capitano Jack Parsonson. Rimasto bloccato a Gibuti lui, e il suo equipaggio, vennero recuperati dallo S.M.75 I-LAME pilotato dal sottotenente Emilio Orlandini e dal secondo pilota Maner Lualdi.
All'inizio del 1942 il prototipo del Piaggio P.23R, che giaceva inutilizzato, fu da lui preso in considerazione per il volo di collegamento da Roma a Tokio, e il 26 febbraio 1942 egli scrisse una lettera alla segreteria del Capo del Governo Benito Mussolini suggerendo che l'aereo fosse utilizzato a questo scopo, ma a causa di un incidente in fase di atterraggio che danneggiò l'aereo non se ne fece più nulla.
Nella primavera del 1943, in base ad alcune informazioni giunte dai connazionali ancora residenti in Eritrea, lo Stato maggiore della Regia Aeronautica progettò il bombardamento dell'aeroporto di Gura (Eritrea), che si trovava a circa 30 km dall'Asmara. Tale base aerea stava venendo enormemente ampliata dagli americani, a cura dei tecnici della Douglas Aircraft Company, al fine di diventare un centro di manutenzione dei bombardieri Consolidated B-24 Liberator impiegati dall'USAAF nelle missioni in Europa. Per questa missione furono selezionati due Savoia-Marchetti S.M.75 GA del Nucleo Comunicazioni della LATI, gli esemplari I-BUBA (numero di costruzione 32056, matricola militare MM.60539), già protagonista della missione in Giappone e l'I-TAMO (numero di costruzione 32060, matricola militare MM.60543), che vennero appositamente modificati allo scopo. Furono installati un correttore di rotta ed un serbatoio supplementare in fusoliera, cosa che richiese alcune verifiche dei centraggi, e vennero particolarmente messi a punto i motori Alfa Romeo 128 RC.18 per ridurre al minimo i consumi di carburante, ottenendo alla fine una incredibile riduzione del consumo a 230 gr/CV al posto degli originari 400. Per la sistemazione delle 10 bombe da 100 kg previste furono installate nel vano di carico inferiore delle rastrelliere, complete dei congegni per lo sgancio, e, nelle cabine di pilotaggio, un traguardo di puntamento Jozza G.3A. Per alleggerire al massimo i velivoli, vennero smontate le torrette dorsali Caproni-Lanciani Delta “E”, dotate di una mitragliatrice Isotta Fraschini-Scotti da 12,7 mm, lasciando i velivoli totalmente indifesi. Come piloti dei due aerei vennero scelti lui per l'MM. 60539 e il comandante maggiore Giulio Cesare Villa  per l'MM. 60543. I due velivoli si trasferirono da Roma a Rodi-Aeroporto di Gadurrà il 19 maggio preparandosi meticolosamente per la missione. I due aerei decollarono da Rodi alle 6:45 del 23 maggio, e volarono sul mare a una quota di 20 metri in direzione della coste della Libia, a Marsa Matruh, e poi una volta arrivati sulla valle del Nilo salirono ad una quota di 3.000 m. A causa di un anomalo consumo di carburante egli dovette puntare sull'obiettivo alternativo di Porto Sudan, che fu attaccato regolarmente alle 23:30, mentre il velivolo di Villa arrivò regolarmente sull'aeroporto di Gura sganciando regolarmente il suo carico bellico. I due aerei ritornarono senza problemi a Rodi, con quello di Villa che atterrò alle 6:45 del 24 maggio, dopo aver percorso 6.418 km.
Dopo la firma dell'armistizio dell'8 settembre 1943 scelse di aderire alla Repubblica Sociale Italiana, per entrare nella neocostituita Aeronautica Nazionale Repubblicana, ma dovette rinunciare a svolgere incarichi militari poiché Mussolini, nel tentativo di salvare l'aviazione civile italiana dalla completa sparizione a favore di quella tedesca lo nominò curatore degli interessi della compagnia aerea Ala Littoria. Nel contempo il generale Aurelio Liotta fu nominato presidente delle Linee Aeree Transcontinentali Italiane e il generale Giuseppe Biondi della Avio Linee Italiane.
Nei successivi colloqui con i responsabili tedeschi civili e militari, avvenuti il 29 novembre 1943, il 10 luglio, il 29 agosto e il 26 ottobre 1944 fu gradualmente recuperata la fiducia dell'alleato tedesco, che riconobbe il diritto italiano a partecipare, a parità di condizioni, alla regolamentazione dei problemi inerenti l'aviazione civile in Europa e il posto di prestigio e responsabilità spettante per diritto alle compagnie aeree italiane.  Con decreto n. 1039 del Capo della R.S.I. del 26 novembre 1944 le compagnie LATI e ALI furono assorbite nell'Ala Littoria che divenne la compagnia nazionale di bandiera, e di cui assunse la direzione.
Nel 1953, insieme al giornalista Maner Lualdi, fu protagonista su un aereo da turismo Ambrosini S.1002R Girifalco (Immatricolato I-LUAD) di un volo al Polo Nord seguendo l'itinerario del volo del dirigibile Italia di Umberto Nobile eseguito 25 anni prima, e rendere omaggio alla memoria del grande esploratore Roald Amundsen morto nel tentativo di trovare e soccorrere i superstiti di quella spedizione. I due decollarono da Roma e via Milano, Parigi e Oslo, volando per 14 ore, attraversarono il Mare di Barents, raggiunsero le isole Svalbard l'82º parallelo Nord, lanciarono una corona di fiori sul luogo della tragedia, e rientrarono in Italia dopo aver sorvolato di nuovo il Mare di Barents, per un totale di 3.000 km.
Si spense a Roma l'11 novembre 1988, e la salma venne tumulata nel cimitero del Verano

## Pubblicazioni
- Navigazione. Strumenti. Navigazione strumentale, con Mario Prata, edizioni Nuova Editrice Spada, Roma, 1966.

### Annotazioni
1. ↑  L'equipaggio era formato dal capitano pilota Max Peroli, dal secondo pilota capitano Ardito Cristiani, dal sottotenente marconista Mario Marasco, e dal sergente motorista Giuseppe Boero.
2. ↑  L'equipaggio era formato dal maggiore pilota Giulio Cesare Villa, dal secondo pilota capitano Manlio Lizzani, dal maresciallo motorista Giovanni Mazza, e dal maresciallo marconista Luigi Benvenuto.

### Fonti
1. 1 2  Trotta 1978, p. 106.
2. ↑  Brotzu, Caso, Cosolo 1975, p. 21.
3. ↑  Robinson 2020, p. 70.
4. 1 2  Brotzu, Caso, Cosolo 1975, p. 32.
5. 1 2 3  Brotzu, Caso 1975, p. 65.
6. ↑  Sgarlato 2009, p. 16.
7. ↑  Brotzu, Caso 1975, p. 79.
8. 1 2 3 4 5 6 7 8  Brotzu, Caso 1975, p. 80.
9. ↑  Brotzu, Caso 1975, p. 81.
10. 1 2 3  Italia rsi.
11. ↑  de Risio 1999, pp. 90-93.
12. 1 2  Corriere della Sera.
13. ↑  Bollettino Ufficiale 1943, dispensa 50ª, registrato alla Corte dei Conti addì 12 gennaio 1943, registro n.14 Aeronautica, foglio n.146.
14. ↑  Bollettino Ufficiale 1941, disp.32, pag.1343.